# 160. peruť (Izrael)
160. peruť (hebrejsky טייסת 160‎) , také známá jako První Kobra nebo Severní peruť Kober je bývalou vrtulníkovou jednotkou Izraelského vojenského letectva, zformovanou v roce 1980. Sídlila na základně Palmachim.
Peruť zpočátku provozovala patnáct strojů MD 500 Defender a tři AH-1 Cobra. V následujícím roce jí bylo dodáno devět AH-1F, následovaných dalšími osmi v roce 1985, a posléze ještě čtyřmi roku 1987.
Jednotka se zúčastnila akcí během operace Mír pro Galileu, izraelského vpádu do Libanonu v roce 1982, a zpočátku se nezabývala bojem s tanky, ale spíše poskytováním všeobecné přímé podpory ze vzduchu. V roce 2001 Izrael získal 15 vrtulníků AH-1E Cobra od US Army, a od roku 2005 peruť užívala výhradně stroje AH-1 E a F.
2. srpna 2013, jako součást škrtů v rozpočtu IOS, i s ohledem na to, že stroje AH-1 byly považovány za nedostatečně spolehlivé, vzhledem k mnoha nehodám během historie jejich užívání, byla peruť deaktivována (současně se 140. perutí).